# George Lappas
George Lappas (* 1950 in Kairo; † 24. Januar 2016 in Athen) war ein in Ägypten geborener griechischer Bildhauer, Installationskünstler und Professor.

## Leben und Werk
George Lappas wurde in Ägypten geboren, musste jedoch 1958 mit seiner Familie während der Herrschaft von Gamal Abdel Nasser das Land verlassen und kam nach Athen. Er studierte zwischen 1969 und 1973 Psychologie am Reed College in Portland und arbeitete in einer Psychiatrischen Klinik. Mit einem Stipendium der Waston Foundation studierte er 1974 Architektur und Skulptur in Indien. Er nahm an Kursen der Architectural Association School of Architecture in London teil (1995) und studierte von 1976 bis 1981 Bildhauerei an der Hochschule der Bildenden Künste Athen bei Yannis Pappas und Yorgos Nicolaidis. Mit einem Graduiertenstipendium setzte er sein Studium von 1984 bis 1985 an der École nationale supérieure des beaux-arts de Paris fort. Er arbeitete und bereiste bis 1986 Frankreich und das Vereinigte Königreich. 1991 wurde er mit einem Stipendium der Cartier Foundation in Paris ausgezeichnet. 1992 folgte er einem Ruf als Professor an die Hochschule der Bildenden Künste Athen.
Lappas stellte weltweit aus, unter anderem 1987 auf der Biennale von São Paulo und 1990 auf der Biennale di Venezia. 2017 wurden postum Arbeiten von ihm auf der documenta 14 ausgestellt.
Werke (Auswahl)
- Avakas / Abakus (1983), Installation einer räumlichen Anordnung diverser aufgefädelter, von einer Metallkonstruktion gehaltener schwarzer Holzkugeln, deren Position verändert werden kann
- Mappemonde (1985–1987), Serie aus ca. 3000 kleinen Metall-Skulpturen, die zu verschiedenen weitflächigen Installationen zusammengefasst werden, und eine große hausförmige Metall-Skulptur mit ähnlich geformten Ausstanzungen
- Zaries / Dice Works (ca. 1988–1991), zusammen mit Giannis Bouteas (* 1941), Boden-Installation in Form einer Anordnung von zweidimensionalen Spielwürfel-Skulpturen mit ausgestanzten Augen, 1990 ausgestellt auf der Biennale di Venezia
- In Seurat's Asnieres (1990–1991), Installation, die die Figuren aus Georges Seurats Gemälde Une baignade à Asnières in Frontalansicht darstellt
- Red Burghers / New Members of the Burghers of Calais (ca. 1991–1993), Aufreihung von Körperteilen zerteilter roter Figuren, die von Metallstangen zusammengehalten werden; Werk nimmt Bezug auf Auguste Rodins Plastik Die Bürger von Calais
- Theatre Seat Cultures, sechs kleine Aluminiumguss-Bänke in Baumgeäst im City-Nord-Park, Teil des Hamburger Skulpturenprojekts Sculpture@CityNord (2006)